# Вадина (Лука)
Вадина је насељено место у саставу општине Лука у Загребачкој жупанији, Хрватска. До територијалне реорганизације у Хрватској налазила се у саставу старе загребачке приградске општине Запрешић.

## Становништво
На попису становништва 2011. године, Вадина је имала 185 становника.

## Попис1991.
На попису становништва 1991. године, насељено место Вадина је имало 262 становника, следећег националног састава:
| Попис 1991.‍ | Попис 1991.‍ | Попис 1991.‍ | Попис 1991.‍ | Попис 1991.‍ |
| ----------- | ----------- | ----------- | ----------- | ----------- |
|             |             |             |             |             |
| Хрвати      | Хрвати      |             | 262         | 100%        |
| укупно: 262 |             |             |             |             |